# Campeonato Amapaense de Futebol - Série B de 2007
O Campeonato Amapaense de Futebol - Série B de 2007 foi a 24ª edição da Segundona Amapaense, sendo disputada como um torneio seletivo para o Campeonato Amapaense de 2007. Foi disputado por apenas 4 equipes, terminando com o Santos sendo o campeão, sendo o 2° título da equipe.

## Regulamento
As equipes se enfrentavam em turno único, com a equipe com melhor pontuação sendo o campeão. Os 2 primeiros colocados subiam para a 1ª Divisão do mesmo ano.

## Equipes Participantes
| Equipe    | Cidade | Títulos        |
| --------- | ------ | -------------- |
| Macapá    | Macapá | 2 (1989, 1990) |
| Santos    | Macapá | 1 (1988)       |
| São Paulo | Macapá | —              |
| Ypiranga  | Macapá | 2 (1964, 1987) |

## Classificação
| Equipe    | Pts. | J | V | E | D | GM | GS | SG |
| --------- | ---- | - | - | - | - | -- | -- | -- |
| Santos    | 7    | 3 | 2 | 1 | 0 | 8  | 4  | +4 |
| São Paulo | 6    | 3 | 2 | 0 | 1 | 7  | 8  | -1 |
| Ypiranga  | 4    | 3 | 1 | 0 | 0 | 4  | 4  | 0  |
| Macapá    | 1    | 0 | 1 | 2 | 3 | 5  | 8  | -3 |

| 5 de abril | Macapá           | 3 - 3 | Santos             | Glicério Marques |
| 19:00      | Darlan · Jackson |       | João Paulo · Demir |                  |

| 5 de abril | Ypiranga | 2 - 3 | São Paulo         | Glicério Marques |
| 21:00      | Batata   |       | Ismael · Daniel · |                  |

| 7 de abril | Santos      | 1 - 0 | Ypiranga | Glicério Marques |
| 16:00      | Gol marcado |       |          |                  |

| 5 de abril | São Paulo                               | 3 - 2 | Macapá                    | Glicério Marques |
| 18:00      | Gol marcado · Gol marcado · Gol marcado |       | Gol marcado · Gol marcado |                  |

| 9 de abril | São Paulo   | 1 - 4 | Santos  | Glicério Marques |
| 18:00      | Gol marcado |       | Demir · |                  |

| 9 de abril | Ypiranga                  | 2 - 0 | Macapá | Glicério Marques |
| 20:00      | Gol marcado · Gol marcado |       |        |                  |

Fontes: 

## Premiação
| Campeonato Amapaense de Futebol de 2007 Segunda Divisão Profissional |
| -------------------------------------------------------------------- |
| Santos Campeão (2.º título)                                          |